# Европско првенство у атлетици на отвореном 1990 — 10.000 метара за жене
Трка на 10.000 метара у женској конкуренцији на Европском првенству у атлетици 1990. одржана је 27. августа на стадиону Пољуд у Сплиту.
Титулу освојену 1986. у Штутгарту, није бранила Ингрид Кристјансен из Норвешке.

## Земље учеснице
Учествовало је 27 такмичарки из 19 земаља. 
| 1. Белгија (1) 2. Бугарска (1) 3. Западна Немачка (1) 4. Источна Немачка (2) 5. Исланд (1) 6. Италија (1) | 1. Југославија (1) 2. Кипар (1) 3. Мађарска (1) 4. Пољска (1) 5. Португалија (2) 6. Румунија (1) | 1. Совјетски Савез (3) 2. Уједињено Краљевство (3) 3. Француска (2) 4. Финска (1) 5. Холандија (2) 6. Швајцарска (1) 7. Шведска (1) |

## Рекорди
| Рекорди пре почетка Европског првенства 1990. | Рекорди пре почетка Европског првенства 1990. | Рекорди пре почетка Европског првенства 1990. | Рекорди пре почетка Европског првенства 1990. | Рекорди пре почетка Европског првенства 1990. | Рекорди пре почетка Европског првенства 1990. |
| --------------------------------------------- | --------------------------------------------- | --------------------------------------------- | --------------------------------------------- | --------------------------------------------- | --------------------------------------------- |
| Светски рекорд                                | Ингрид Кристјансен                            | Норвешка                                      | 30:13,74                                      | Осло, Норвешка                                | 5. јули 1986.                                 |
| Европски рекорд                               | Ингрид Кристјансен                            | Норвешка                                      | 30:13,74                                      | Осло, Норвешка                                | 5. јули 1986.                                 |
| Рекорди Европских првенстава                  | Ингрид Кристјансен                            | Норвешка                                      | 30:23,25                                      | Штутгарт, Западна Немачка                     | 30. август 1986.                              |
| Најбољи светски резултат сезоне               | Виорика Гикан                                 | Румунија                                      | 31:18,18                                      | Хелсинки, Финска                              | 26. јуни 1990.                                |
| Најбољи европски резултат сезоне              | Виорика Гикан                                 | Румунија                                      | 31:18,18                                      | Хелсинки, Финска                              | 26. јуни 1990.                                |

## Најбољи резултати у 1990. години
Најбоље атлетичарке у трци на 10.000 метара 1990. године пре почетка европског првенства (26. августа 1990) заузимале су следећи пласман на европској и светској ранг листи (СРЛ).
| 1.  | Виорика Гикан            | Румунија         | 31:18,18 | 27. јуни   | 1. СРЛ  |
| 2.  | Ута Пипиг                | Источна Немачка  | 31:40,92 | 27. јуни   | 2. СРЛ  |
| 3.  | Марија Консеисао Фереира | Португалија      | 31:45,75 | 23. јуни   | 3. СРЛ  |
| 4.  | Керстин Преслер          | Западна Немачка  | 31:55,51 | 19. јули   | 4. СРЛ  |
| 5.  | Џил Хантер               | Велика Британија | 31:55,80 | 27. јуни   | 5.СРЛ   |
| 6.  | Marie-Louise Hamrin      | Шведска          | 31:57,15 | 19. август | 6. СРЛ  |
| 7.  | Пејви Тиканен            | Финска           | 31:57,56 | 27. јуни   | 7. СРЛ  |
| 8.  | Ванда Панфил             | Пољска           | 32:01,17 | 26. јули   | 8. СРЛ  |
| 9.  | Олга Назакина            | Совјетски Савез  | 32:05,76 | 26. јули   | 11. СРЛ |
| 10. | Јелена Толстогузова      | Совјетски Савез  | 32:06,41 | 26. јули   | 13. СРЛ |
|     |                          |                  |          |            |         |
|     | Силва Рожич-Вивод        | Југославија      |          |            |         |

Такмичарке чија су имена подебљана учествовале су на ЕП.

## Освајачи медаља
|                                 |                              |                       |
| Јелена Романова Совјетски Савез | Катрин Улрих Источна Немачка | Анет Сержан Француска |

## Резултати

### Финале
| Пласман | Атлетичарка         | Земља                | Резултат | Белешка |
| ------- | ------------------- | -------------------- | -------- | ------- |
|         | Јелена Романова     | Совјетски Савез      | 31:46,83 |         |
|         | Катрин Улрих        | Источна Немачка      | 31:47,70 |         |
|         | Анет Сержан         | Француска            | 31:51,68 |         |
| 4.      | Midde Hamrin        | Шведска              | 31:58,25 |         |
| 5.      | Nadia Dandolo       | Италија              | 32:02,37 |         |
| 6.      | Надежда Гаљамова    | Совјетски Савез      | 32:03,07 |         |
| 7.      | Ванда Панфил        | Пољска               | 32:06,01 |         |
| 8.      | Џил Хантер          | Уједињено Краљевство | 32:10,15 |         |
| 9.      | Аурора Куња         | Португалија          | 32:15,83 |         |
| 10.     | Лиеве Слегерс       | Белгија              | 32:29,46 |         |
| 11.     | Керстин Преслер     | Западна Немачка      | 32:42,96 |         |
| 12.     | Џули Холанд         | Уједињено Краљевство | 32:47,78 |         |
| 13.     | Виорика Гикан       | Румунија             | 32:55,18 |         |
| 14.     | Марјан Фрерикс      | Холандија            | 33:04,95 |         |
| 15.     | Енџи Хали           | Уједињено Краљевство | 33:06,09 |         |
| 16.     | Биргит Јершабек     | Источна Немачка      | 33:08,11 |         |
| 17.     | Изабела Морети      | Швајцарска           | 33:22,66 |         |
| 18.     | Андри Аврам         | Кипар                | 33:22,81 |         |
| 19.     | Силва Рожич-Вивод   | Југославија          | 33:27,04 |         |
| 20.     | Росарио Мурсија     | Француска            | 33:44,44 |         |
| 21.     | Карлин Хармс        | Холандија            | 34:01,25 |         |
| 22.     | Марта Ернстдотир    | Исланд               | 34:17,27 |         |
| —       | Јелена Толстогузова | Совјетски Савез      | НЗ       |         |
| —       | Галина Горанова     | Бугарска             | НЗ       |         |
| —       | Фернанда Рибеиро    | Португалија          | НЗ       |         |
| —       | Зита Агостон        | Мађарска             | НЗ       |         |
| —       | Пејви Тиканен       | Финска               | НЗ       |         |